# Gary Drescher
Gary L. Drescher est un scientifique américain actif dans le domaine de l'intelligence artificielle (IA),,,, auteur du livre Made-Up Minds: A Constructivist Approach to Artificial Intelligence  (ISBN 978-0262041201).

## Biographie
Son livre décrit une théorie de la façon dont un programme d'ordinateur peut être mis en œuvre pour apprendre et utiliser de nouveaux concepts pour lesquels il n'est pas programmé. Il introduit le mécanisme du schéma, mécanisme général d'apprentissage et de renforcement des concepts inspirés par le compte-rendu du développement cognitif humain de Jean Piaget.
Le mécanisme du schéma est destiné à reproduire les principaux aspects du développement cognitif pendant la petite enfance. Il prend la théorie de Piaget du développement humain en tant que source d'inspiration pour un mécanisme d'apprentissage artificiel et il étend et teste la théorie de Piaget en observant si un mécanisme spécifique qui fonctionne selon les thèmes de Piaget présente effectivement les capacités de Piaget.
Drescher a été chercheur invité au centre d'études cognitives de l'université Tufts dirigé par Daniel Dennett. À la suite de ses études au centre, il a écrit un livre, Good and Real: Demystifying Paradoxes from Physics to Ethics, dans lequel il défend un matérialisme mécaniste rigoureux. Dans ce livre, il discute de la mécanique quantique et défend l'interprétation des mondes multiples contre l'interprétation de Copenhague dominante. Entre autres choses, il fait valoir que l'interprétation d'Everett de la mécanique quantique permet une perspective complètement déterministe et  sape les opinions de ceux (comme Roger Penrose) qui soutiennent que la mécanique quantique peut nous donner une connaissance particulière de la nature de la conscience. Dans cet ouvrage, Drescher présente également des interprétations du dilemme du prisonnier et du paradoxe de Newcomb en vue de construire une défense de la règle d'or et de l'impératif catégorique de Kant qui ne nécessite pas que nous posions quoi que ce soit au-delà du monde physique tel qu'il est compris par les sciences naturelles.

## Source de la traduction
- (en) Cet article est partiellement ou en totalité issu de l’article de Wikipédia en anglais intitulé « Gary Drescher » (voir la liste des auteurs).